# Theloderma gordoni
Theloderma gordoni és una espècie de granota que es troba a Tailàndia i el Vietnam.
Està amenaçada d'extinció per la pèrdua del seu hàbitat natural.